# 데이턴 아웃페이션트 센터 스타디움
데이턴 아웃페이션트 센터 스타디움(Dayton Outpatient Center Stadium)은 미국의 다목적 경기장이다. 오하이오주 웨스트 캐럴턴에 위치하고 있으며 과거 USL 데이턴 더치 라이언스의 홈 경기장으로 사용했다.